# 신성역
신성역(Sinseong station, 新城驛)은 장항선의 철도역이다. 모든 여객 열차가 통과한다. 역 구내에는 양회 사일로(시멘트사일로)가 있어서 양회 화물을 전문적으로 취급하는 역이다.

## 연혁
- 1923년 12월 1일 : 정류장 등급으로 학계역(鶴鷄驛)으로 영업 개시
- 일자 불명 : 폐지
- 1965년 12월 21일 : 무배치 간이역으로 영업 재개[1]
- 1975년 2월 5일 : 역사 신축 착공
- 1975년 4월 15일 : 역사 신축 준공
- 1975년 8월 3일 : 보통역으로 승격[2]
- 1991년 12월 11일 : 아세아시멘트 전용선 신설
- 1991년 12월 28일 : 화물 취급 개시[3]
- 1997년 5월 1일 : 전용선 화물 한 화물취급 지정[4]
- 1998년 12월 1일 : 장항선 전구간 비둘기호 운행중단
- 2004년 4월 1일 : 장항선 통일호 운행중단
- 2007년 6월 1일 : 여객 취급 중지
- 2008년 12월 1일 : 장항선 직선화로 역사 신축 이전, 배치간이역으로 격하

## 역 주변
역 인근(약 1~2km)에 대학교가 두 곳이나 있으나 역 자체가 외진 곳에 있고 대학과의 사이에 도로가 정비되어 있지 않아 실제로 이용하기에는 불편하다.
- 혜전대학 및 청운대학교
- 한국폴리텍IV대학 충남캠퍼스

## 참고 문헌
1. ↑  철도청 고시 제195호(1965.12.18)
2. ↑  대한민국관보 철도청고시 제27호, 1975년 8월 1일
3. ↑  철도청 고시 제91-37, 91-38호 (1991.12.26)
4. ↑  대한민국관보 철도청고시 제1997-20호, 1997년 4월 21일